# Qianniqiu
Qianniqiu (kinesiska: 前泥鳅, 前泥鳅乡) är en socken i Kina. Den ligger i provinsen Heilongjiang, i den nordöstra delen av landet, omkring 430 kilometer norr om provinshuvudstaden Harbin.
Genomsnittlig årsnederbörd är 811 millimeter. Den regnigaste månaden är juli, med i genomsnitt 209 mm nederbörd, och den torraste är januari, med 10 mm nederbörd.